# Claudia Heill
Claudia Heill (Viena, 24 de janeiro de 1982 – 31 de março de 2011) foi uma judoca austríaca medalhista de prata nos Jogos Olímpicos de 2004, em Atenas.
Heill participou de duas edições de Jogos Olímpicos. Em Atenas 2004 só perdeu uma luta, a decisiva contra a japonesa Ayumi Tanimoto. Nos Jogos Olímpicos de 2008, em Pequim, esteve perto de conquistar mais uma medalha, mas perdeu a disputa pelo bronze contra a norte-coreana Won Ok-Im.
Além das aparições olímpicas, Heill disputou diversas edições do Campeonato Europeu onde conquistou ao longo de sua carreira duas medalhas de prata e três de bronze.
Em 2009, retirou-se das competições e passou a se dedicar no treinamento de jovens judocas e no estudo de gestão do esporte. Claudia Heill foi encontrada morta em março de 2011 após cair do sétimo andar de seu apartamento em Viena.